# Талай Аліна Геннадіївна
Аліна Геннадіївна Талай (біл. Аліна Генадзеўна Талай; нар. 14 травня 1989, Орша) — білоруська легкоатлетка. Спеціалізується в бар'єрному бігу на 60 метрів, 100 метрів з бар'єрами. Майстер спорту Білорусі міжнародного класу.

## Досягнення
Чемпіонка Європи 2011 року серед молоді, бронзовий призер Чемпіонату світу в приміщеннях 2012, чемпіонка Європи 2012. Чемпіонка Європи з легкої атлетики в приміщеннях 2015.
Учасниця Олімпійських ігор 2012 року і Олімпійських ігор 2016 року в категорії 100 м (бар'єри).
Бронзовий призер чемпіонату світу 2015 року з легкої атлетики на дистанції 100 м метрів з бар'єрами.
Рекордсменка Білорусі в бігу на 100 м з бар'єрами — 12,63 сек. (2016), у бігу на 60 м з бар'єрами — 7,85 сек. (2015).
Срібна призерка Чемпіонату Європи 2016 року в бігу на 100 метрів з бар'єрами з результатом 12.68 с.
На Чемпіонаті світу 2016 року посіла 6 місце в бігу на 60 метрів з бар'єрами з результатом 7.96 с. 